# География Мэриленда

Флаг Штата Мэриленд

Мэриленд (англ. Maryland) — это штат на востоке США, один из Средне-атлантических штатов и один из 13 штатов, совершивших Американскую революцию.

## Границы
Мэриленд граничит с четырьмя штатами: Пенсильванией на севере, Делавэром на севере и востоке, Западной Вирджинией и Вирджинией(Виргиния) через реку Потомак на юге и западе. Часть границы между Мэрилендом и Вирджинией проходит через округ Колумбия, который был образован на землях, изначально принадлежавших округам Монтгомери и Принц-Джордж, включая город Джорджтаун.
На востоке штат омывается Атлантическим океаном.

## Обзор
Территория штата отличается от других разнообразием рельефа, что дало ему прозвище «Америка в миниатюре».
В восточной части штата можно увидеть песчаные дюны, покрытые водорослями, а в западной части — холмы, покрытые дубовыми лесами. Между ними раскинулись низменные болота, где обитают дикие животные и растут болотные кипарисы.
Чесапикский залив разделяет штат на две примерно равные части, а территории, расположенные к востоку от него, получили название Восточного берега.
В большинстве своём водные пути штата принадлежат бассейну Чесапикского залива. Исключение составляют лишь некоторые территории на западе округа Гарретт, где река Югиогени обеспечивает сток воды. Также не входят в этот бассейн восточная часть округа Вустер, которая имеет выход к Атлантическому побережью Мэриленда, и небольшая территория на северо-востоке штата, где река Делавэр обеспечивает сток воды.
Самая высокая точка Мэриленда, расположенная на высоте 1020 м, — это Хой-Крест на горе Бэкбоун в юго-западной части округа Гарретт, недалеко от границы с Западной Вирджинией и истока Северного рукава реки Потомак.
В западной части Мэриленда, примерно на расстоянии двух третей от начала пути через штат, находится город Хэнкок. Он расположен всего в 3,2 км от границы с Западной Вирджинией и реки Потомак.
Мэриленд можно разделить на несколько географических зон. Территория полуострова Делмарва включает в себя округа на восточном побережье Мэриленда, штат Делавэр и два округа на восточном побережье Вирджинии. В то же время самые западные округа Мэриленда расположены в районе Аппалачей.
Значительная часть пути из Балтимора в Вашингтон пролегает по территории, расположенной к югу от Пьемонта, на Прибрежной равнине. При этом маршрут проходит по границе между этими двумя регионами.

## Геология
В Мэриленде землетрясения происходят редко и не представляют серьёзной угрозы из-за удалённости штата от сейсмически активных зон.
В 2011 году в штате Вирджиния произошло землетрясение магнитудой 5,8. Его отголоски ощущались в соседнем штате Мэриленд. Здания в Вирджинии не рассчитаны на подобные сейсмические явления и могут быть серьёзно повреждены.
В Мэриленде нет природных озёр, поскольку в этой местности не было ледникового периода. Все водоёмы в штате были созданы человеком, преимущественно с помощью плотин. По мнению специалистов в области геологии, Баккельс-Бог — это остатки ранее существовавшего естественного озера.

## Природа
Флора
Для штатов, расположенных на восточном побережье, характерно обилие и разнообразие растительности. В Мэриленде, климат благоприятствует росту различных видов растений.
В юго-восточной части штата, в окрестностях Чесапикского залива и на полуострове Делмарва, можно наблюдать среднеатлантические прибрежные леса, которые являются отличительной чертой этой части Атлантической прибрежной равнины.
Продвигаясь в западном направлении, можно увидеть, как прибрежные леса северо-востока уступают место смешанным лесам юго-востока, которые занимают центральную часть штата.
В западной части Мэриленда, в Аппалачах, растут Аппалачские леса и леса Голубого хребта. Ближе к границе с Западной Вирджинией они уступают место смешанным мезофитным лесам Аппалачей.
В этом регионе культивируют разнообразные необычные растения, часть из которых применяется для украшения, а часть — для получения новых сортов. Среди них — лавр благородный, итальянский кипарис, южная магнолия, каменный дуб и другие.
В соответствии с классификацией Министерства сельского хозяйства США, в зависимости от региона, в котором произрастают растения, их можно разделить на зоны морозостойкости. В штате эти зоны варьируются от 5 и 6 в западной части до 7 в центральной и 8 в южной, в районе залива и некоторых частях городского округа Балтимор.
Животный мир
В штате проживает большое количество белохвостых оленей, особенно в лесистых и гористых районах на западе. Это может привести к перенаселению.
На острове Ассатиг обитает популяция диких лошадей. Ежегодно в конце июля проводится отлов этих лошадей. Они переправляются через неглубокий залив, чтобы быть проданными в Чинкотиге, штат Вирджиния. Это позволяет поддерживать баланс и не допускать перенаселения острова лошадьми.
Территория штата является местом обитания балтиморской иволги, которая официально признана символом штата и талисманом команды Главной лиги бейсбола «Балтимор Ориолс». Кроме иволги, в Мэриленде можно встретить ещё 435 видов птиц.
Бабочка монарх — это насекомое, которое является символом штата, хотя в Мэриленде оно встречается не так часто, как на южной границе своего ареала.

## Окружающая среда
В конце XX века Мэриленд и соседние штаты объединили усилия, чтобы улучшить экологическую обстановку в Чесапикском заливе. Из-за интенсивной застройки и сброса в залив удобрений и отходов животноводства, его водная экосистема и индустрия морепродуктов оказались под угрозой.
В 2007 году журнал Forbes.com отметил Мэриленд как один из самых экологически чистых штатов в стране. В рейтинге он занял пятое место, уступив трём штатам на Тихоокеанском побережье и Вермонту.
По общему потреблению энергии Мэриленд занимает 40-е место в стране. В 2005 году на душу населения в штате приходилось меньше токсичных отходов, чем в любом другом штате, за исключением шести.
В апреле 2007 года Мэриленд стал участником Региональной инициативы по ограничению выбросов парниковых газов (RGGI). Это проект, который объединяет все северо-восточные штаты США, округ Колумбия и три провинции Канады с целью снижения выбросов парниковых газов.
В марте 2017 года в штате Мэриленд был введён запрет на добычу газа методом фрекинга, что сделало его первым штатом в США, где были обнаружены подтверждённые запасы газа.

## Климат
В штате Мэриленд климатические условия отличаются от других в зависимости от высоты над уровнем моря, близости к водным объектам и степени защиты от холодных ветров.
В восточной части штата Мэриленд, включающей такие города, как Ошен-Сити, Солсбери и Аннаполис, а также южные и восточные пригороды Вашингтона и Балтимора, простирается Атлантическая прибрежная равнина с её характерными плоскими ландшафтами и песчано-илистыми почвами.
Здесь господствует влажный субтропический климат, который отличается жарким и влажным летом, а также прохладной или холодной зимой. Согласно классификации Министерства сельского хозяйства США, эта территория относится к зоне морозостойкости 8а.
В регионе Пидмонт, который включает северную и западную части Большого Балтимора, Вестминстер, Гейтерсберг, Фредерик и Хагерстаун, среднегодовое количество осадков превышает 51 см. Температура ниже 12 °C встречается реже, чем в зонах 7b и 7a Министерства сельского хозяйства США. К западу от долины Камберленд климат становится более континентальным.
В западной части штата Мэриленд, на холмистых территориях округов Аллегейни и Гарретт, включая города Камберленд, Фростбург и Окленд, климат более влажный, чем в равнинных районах. Это связано с высотой над уровнем моря. Эти территории относятся к зонам морозостойкости 6b и ниже по классификации Министерства сельского хозяйства США.
В Мэриленде, как и на всём восточном побережье США, осадки распределяются равномерно в течение года. Годовое количество осадков колеблется от 890 до 1140 мм. При этом на возвышенностях осадков выпадает больше. В среднем в каждом месяце выпадает от 89 до 114 мм осадков.
В прибрежных зонах среднегодовая норма осадков в виде снега составляет примерно 23 сантиметра, а в западных горных районах штата этот показатель превышает 250 сантиметров.
Из-за своего расположения рядом с Атлантическим океаном Мэриленд подвержен воздействию тропических циклонов. Однако полуостров Делмарва и внешние берега Северной Каролины служат естественным барьером, поэтому сильные ураганы (категории 3 и выше) случаются нечасто.